# Ariamnes av Kappadokien
Ariamnes av Kappadokien, död 230 f.Kr., var regerande kung av Kappadokien mellan 280 f.Kr. och 230 f.Kr. Från 255 regerade han tillsammans med sin son som samregent. 
Han var formellt vasall till det Seleukidiska riket, men lyckades förklara sitt rike självständigt, något seleukiderna accepterade genom att hans dotter gifte in sig i den seleukidiska familjen medan hans son gifte sig med en seleukidisk prinsessa.